# 英德凤仙花
英德凤仙花（学名：Impatiens eramosa）为凤仙花科凤仙花属下的一个种。

## 扩展阅读
維基物種上的相關：英德凤仙花